# Živilė Jurgutytė
Živilė Jurgutytė (* 22. Februar 1987 in Tauragė) ist eine ehemalige litauische Handballspielerin, die zuletzt beim deutschen Bundesligisten Bayer 04 Leverkusen spielte.

## Karriere
Živilė Jurgutytė spielte anfangs beim litauischen Verein Eglė Vilnius, mit dem sie sechs Mal die litauische Meisterschaft sowie fünf Mal den litauischen Pokal gewann. Zur Saison 2010/11 schloss sie sich dem französischen Erstligisten Union Mios Biganos-Bègles an. 2011 gewann die Rückraumspielerin den EHF Challenge Cup. Im Sommer 2014 wechselte sie zum deutschen Bundesligisten SG BBM Bietigheim. Noch vor Beginn der Saison 2014/15 riss ihr Kreuzband, weshalb Jurgutytė die komplette Spielzeit pausieren musste. Als Jurgutytė in der darauffolgenden Saison nur wenige Spielanteile erhielt, wechselte sie im Februar 2016 zum abstiegsbedrohten Zweitligisten DJK/MJC Trier. Zur Saison 2016/17 wechselte sie zum Bundesligisten Bayer 04 Leverkusen. Nach der Saison 2022/23 beendete sie ihre Karriere.
Jurgutytė bestritt 120 Länderspiele für die litauische Nationalmannschaft.